# Trittenheim
Trittenheim – miejscowość i gmina w Niemczech, w kraju związkowym Nadrenia-Palatynat, w powiecie Trier-Saarburg, wchodzi w skład gminy związkowej Schweich an der Römischen Weinstraße. Do 31 grudnia 2011 gmina należała  do gminy związkowej Neumagen-Dhron w powiecie Bernkastel-Wittlich, która dzień później została rozwiązana.